# 威廉·休斯·米勒
威廉·休斯·米勒（1941年3月16日—）是一位美国理论化学家，毕业于佐治亚理工学院和哈佛大学，加利福尼亞大學柏克萊分校教授，2011年当选利奥波第那科学院外籍院士，2015年当选皇家學會外籍会士。